# Oziorsk
Oziorsk - Озёрск (rus) - és una ciutat tancada de l'óblast de Txeliàbinsk, a Rússia.

## Geografia
Oziorsk es troba en una regió on hi ha molts llacs. Està envoltada al nord pel llac Irtiaix, al sud-oest pel Bolxaia i al sud-est pel Kiziltaix, que separa la vila del complex nuclear Maiak. La vila es troba a uns 10 km al nord-est de Kixtim i a 80 km al nord-oest de Txeliàbinsk.

## Història
La vila fou creada el 1945, i es coneix fins al 1994 amb el nom de Txeliàbinsk-65, i fins al 1966 amb el de Txeliàbinsk-40. Finalment fou reanomenada Oziorsk el 1994.